# Troides rhadamantus
Espèce
Statut CITES
Troides rhadamantus est une espèce de lépidoptères (papillons) de la famille des Papilionidae.

## Taxinomie
Troides rhadamantus a été décrit en 1835 par Hippolyte Lucas sous protonyme Ornithoptera rhadamantus.
Synonyme :Papilio nephereus Gray, 1856.

### Sous-espèces
- Troides rhadamantus rhadamantus
- Troides rhadamantus plateni (Staudinger, 1888)

Troides dohertyi a parfois été décrit sous le nom de Troides rhadamantus doherty.

### Nom vernaculaire
Troides rhadamantus se nomme Golden Birdwing en anglais (comme Troides aeacus)[réf. nécessaire].

## Description

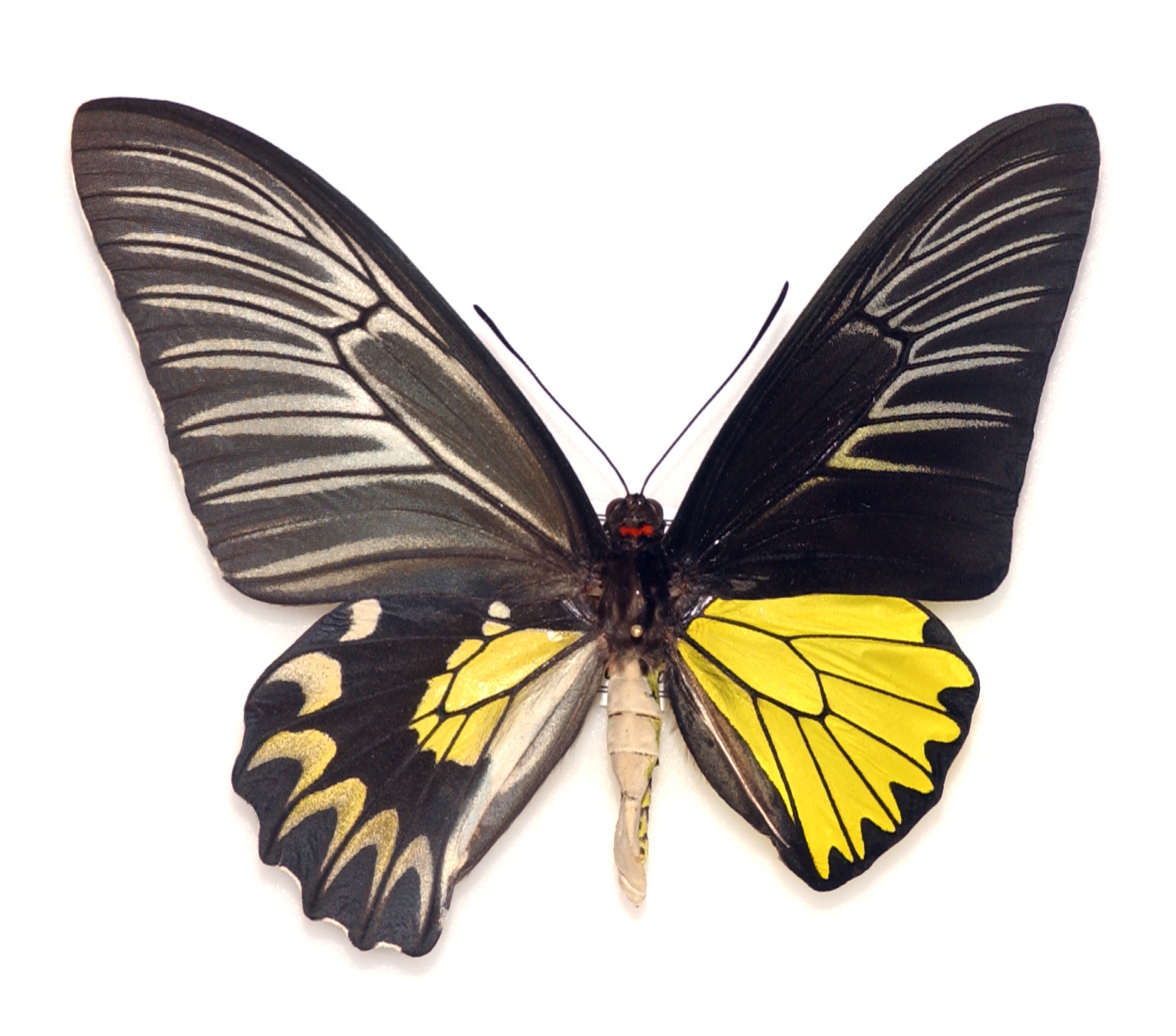
Spécimen gynandromorphe (Musée d'histoire naturelle de Lille)

Troides rhadamantus est un papillon d'une grande envergure, entre 140 mm à 160 mm, aux ailes postérieures très légèrement festonnées.
Le mâle a les ailes antérieures noires avec des veines bordées de blanc. Les ailes postérieures sont jaune veinées de noir avec une bande marginale de triangles noirs.
La femelle, plus grande que le mâle, a ses ailes antérieures sont noires, ornées des veines plus largement bordées de blanc. Les ailes postérieures sont jaune veinées de noir, et largement bordées de noir.

## Biologie

### Plantes hôtes
Les plantes hôtes de sa chenille sont des aristoloches, Aristolochia acuminata, Aristolochia elegans, Aristolochia philippensis, Aristolochia ramosi et Aristolochia tagala,.

## Écologie et distribution
Troides rhadamantus est présent aux Philippines,.

### Protection
Troides rhadamantus est protégé.